# Hana Krejčová (veslařka)
Hana Krejčová (* 15. března 1961 Praha) je česká veslařka. V 80. letech 20. století soutěžila za československou veslařskou reprezentaci. Vítězka a medailistka národních šampionátů, účastnice Letních olympijských her 1988 v Soulu v ženském čtyřboji.